# Mokhotlong
Mokhotlong – miasto w Lesotho; stolica dystryktu Mokhotlong; 9800 mieszkańców (2006). Przemysł spożywczy, włókienniczy.